# Parasmittina spathulata
Parasmittina spathulata is een mosdiertjessoort uit de familie van de Smittinidae. De wetenschappelijke naam van de soort is voor het eerst geldig gepubliceerd in 1873 door Smitt.